# Когут Владислав Валентинович
Владислав Валентинович Когут (нар. 9 червня 1996, Вінниця, УРСР) — український футболіст, захисник вінницької «Ниви».

## Життєпис
Народився у Вінниці. Вихованець місцевої «Ниви». На юнацькому рівні також виступав за «Інфолайн-Поділля» (Козятин) та ВОДЮСШ (Вінницька). Саме в складі ВОДЮСШ і розпочав дорослу футбольну кар'єру. З 2013 по 2016 рік виступав за «Вінницю», за яку дебютував у аматорському чемпіонату України.
У 2016 році перейшов до «Ниви», у футболці якої дебютував 20 липня 2016 року в переможному (3:1) домашньому поєдинку 1-о попереднього раунду кубку України проти хмельницького «Поділля». Владислав вийшов на поле в стартовому складі та відіграв увесь матч. У Другій лізі дебютував 24 липня 2016 року в нічийному (2:2) домашньому поєдинку 1-о туру проти новокаховської «Енергії». Когут вийшов на поле в стартовому складі та відіграв увесь матч. У першій частині сезону 2016/17 років зіграв 14 матчів у Другій лізі та 3 поєдинки у кубку України. Другу частину сезону 2016/17 років пропустив через проблеми зі здоров'ям Потім виступав за аматорські клуби «Інтер-Фенікс» (Вінниця), «Агро-Астра» (Рачки) та «Факел» (Липовець).
Під час зимової перерви сезону 2018/19 років повернувся до «Ниви». Дебютував після повернення у футболці вінницького клубу 6 квітня 2019 року в переможному (1:0) домашньому поєдинку 16-о туру групи А Другої ліги проти «Чайки» (Петропавлівська Борщагівка). Владислав вийшов на поле на 46-й хвилині.